# Frutalina
Frutalina é uma lectina alfa-D-galactose ligante, presente em sementes de frutapão, Artocarpus incisa (Moreira et al, 1998). 